# Julien Van Der Linden
Julien Adolphe Théodore Van der Linden (Merchtem, 8 februari 1848 - Brussel, 19 oktober 1911) was een Belgisch volksvertegenwoordiger.

## Levensloop
Vander Linden promoveerde in 1866 tot doctor in de wijsbegeerte en letteren en in 1870 tot doctor in de rechten aan de Katholieke Universiteit Leuven. Tijdens zijn studies in Leuven was hij lid van het literair-cultureel studentengenootschap Met Tijd en Vlijt. Hij vestigde zich als advocaat in Brussel. Hij werd van 1891 tot 1893 voorzitter van het Vlaams Pleitgenootschap bij de balie van Brussel en van 1899 tot aan zijn dood van de Vlaamse Juristenvereniging (toen genaamd Bond der Vlaamsche Rechtsgeleerden). Hij was ook in 1897 medestichter en redactielid van het Rechtskundig Tijdschrift. Hij zat verschillende Vlaamsche Rechtskundige Congressen voor.
Hij was provincieraadslid voor Brabant van 1874 tot 1894. In 1894 werd hij voor de  Katholieke Partij verkozen tot lid van de Kamer van volksvertegenwoordigers voor het arrondissement Brussel en vervulde dit mandaat tot aan zijn dood in 1911. Hij had een belangrijk aandeel in de taalwetgeving in rechtszaken.
In de Kamer voerde Van Der Linden het woord in het Nederlands. In februari 1895 diende hij een wetsvoorstel in om de tweetaligheid in te voeren bij elke militaire rechtbank. Dat voorstel werd doorverwezen naar de commissie die belast was met de voorbereiding van het nieuwe Militair Wetboek voor Strafvordering. Het wetboek werd in februari 1899 besproken in de Kamer en voorzag onder meer in een Nederlandse rechtspleging voor Vlaamse soldaten. Van Der Linden wist deze taalregeling aanzienlijk te verbeteren door een aantal amendementen in te dienen.
In 1906 diende Van der Linden een wetsvoorstel in om de vroegere taalwetgeving in strafzaken te voltooien. Hij kon daarbij rekenen op de steun van minister van Justitie Jules Renkin. De wet-Van der Linden-Renkin van 22 februari 1908 voerde inzake taalgebruik het personaliteitsbeginsel in voor de strafrechtbanken in het arrondissement Brussel en voor het Hof van Assisen van Brabant. Ook was hij in 1900 betrokken bij de totstandkoming van een sociale wet op de kleine nalatenschappen.
In 1911, enkele maanden voor zijn dood, werd hij tot lid verkozen van de Koninklijke Vlaamse Academie voor Taal- en Letterkunde. Hij was ook internationaal bekend als oudheidkundige en verzamelaar van folklorevoorwerpen.